# Бровчук Ростислав Васильович
Ростисла́в Васи́льович Бровчу́к — старший солдат Збройних сил України, учасник російсько-української війни, що відзначився у процесі російського вторгнення в Україну в 2022 році.

## Життєпис
Ростислав Бровчук народився 1995 року на Коломийщині. Брав активну участь у подіях Євромайдану в Києві. На брифінгу голова партії ВО «Свобода» Олег Тягнибок 1 грудня 2013 року повідомив, що родичі втратили зв'язок з активістами. Опозиція зверталася тоді до Генеральної прокуратури України з проханням розслідувати зникнення активіста Євромайдану Ростислава Бровчука в Києві. 13 грудня 2013 року правоохоронці сектору зв'язків із громадськістю УМВС в Івано-Франківській області повідомили, що працівники карного розшуку Коломийського МВ УМВС встановили його місцеперебування

## Нагороди
- орден «За мужність» III ступеня (2022) — за особисту мужність і самовіддані дії, виявлені у захисті державного суверенітету та територіальної цілісності України, вірність військовій присязі[4].